# 덕유남계로
덕유남계로(Deogyunamgye-ro)는 충청북도 청주시 상당구 문의면 문의대교삼거리 에서 서원구 남이면 동화사삼거리를 잇는 도로이다.

## 주요 경유지
충청북도
- 청주시 상당구 문의면 - 서원구 남이면

## 노선 경로
| 이름           | 접속 노선                        | 소재지 | 소재지        | 비고 |
| -------------- | -------------------------------- | ------ | ------------- | ---- |
| 문의대교삼거리 | 대청호반로                       | 청주시 | 상당구 문의면 |      |
| 품곡 교차로    | 국가지원지방도 제32호선 (신문로) | 청주시 | 상당구 문의면 |      |
| 품곡교         |                                  | 청주시 | 상당구 문의면 |      |
| 두모삼거리     | 죽암도원로                       | 청주시 | 상당구 문의면 |      |
| 동화사삼거리   | 척산화당로                       | 청주시 | 서원구 남이면 |      |

## 같이 보기
- 남계로